# ジョン・ニーダム (第10代キルモリー子爵)
第10代キルモリー子爵ジョン・ニーダム（英語: John Needham, 10th Viscount Kilmorey、1711年1月 – 1791年5月29日）は、アイルランド貴族。

## 生涯
第7代キルモリー子爵ロバート・ニーダムとメアリー・オフリー（Mary Offley、1685年ごろ – 1765年、ジョン・オフリーの娘）の息子として、父の死後の1711年1月に生まれた。1725年よりイートン・カレッジで教育を受けた。
1737年7月に近衛歩兵第2連隊の中隊長になり、1748年11月に辞任した。
1738年1月11日、アン・シェイカリー（Anne Shakerley、1708年ごろ – 1786年8月9日、旧姓ハールストン（Hurleston）、ジェフリー・シェイカリーの未亡人、ジョン・ハールストンの娘）と結婚、5男をもうけた。
- トマス（1773年4月21日没）[1]
- 男子（1773年6月没）[1]
- 男子（1791年までに没）[1]
- ロバート（1746年11月14日 – 1818年11月30日） - 第11代キルモリー子爵
- フランシス（1748年4月5日 – 1832年11月21日） - 第12代キルモリー子爵、初代キルモリー伯爵

1768年2月3日に兄にあたる第9代キルモリー子爵トマス・ニーダムが死去すると、キルモリー子爵位を継承した。
1791年5月29日に死去、アダリーで埋葬された。息子ロバートが爵位を継承した。